# 卡利亞帕約克山
13°02′19″S 75°01′26″W / 13.03861°S 75.02389°W
卡利亞帕約克山（K'allapayuq），是秘魯的山峰，位於該國中南部萬卡韋利卡大區，由萬卡韋利卡省的瓦喬科爾帕區負責管轄，屬於瓊塔山脈的一部分，海拔高度5,000米。